# Очень страшное кино 4
«Очень страшное кино 4» (англ. Scary Movie 4) — американская кинокомедия 2006 года, пародирующая популярные фильмы ужасов и являющаяся четвёртой частью в серии фильмов под общим названием «Очень страшное кино».
Это был последний фильм, в котором (в качестве сценариста), участвовал Джим Абрахамс, член американского трио-создателей пародийных комедийных фильмов — Цукер-Абрахамс-Цукер, до своей смерти 26 ноября 2024 года.
Премьера фильма состоялась 12 апреля 2006 года. Съёмки фильма проводились в период с 19 сентября 2005 года по 11 декабря 2005 года.
Сборы в США — 90 700 000 $; общемировые сборы — 178 200 000 $. Фильм является первым в серии, который был выпущен на видео с разрешением HD.

## Сюжет
Журналистка Синди Кэмпбелл всё ещё не может оправиться после смерти Джорджа и других ужасных событий, произошедших с ней за последнее время. Чтобы сменить обстановку, она устраивается на работу сиделкой к пожилой женщине. Вскоре Синди знакомится с разведённым соседом Томом Райаном и влюбляется в него. Казалось бы, жизнь начинает налаживаться, как вдруг на Землю высаживаются инопланетяне, которые хотят уничтожить всё человечество. Том и Синди вступают в отчаянную схватку с пришельцами…

## В ролях
| Актёр            | Роль                     |
| ---------------- | ------------------------ |
| Анна Фэрис       | Синди Кэмпбелл           |
| Реджина Холл     | Брэнда Микс              |
| Крейг Бирко      | Том Райан                |
| Лесли Нильсен    | президент Бакстер Харрис |
| Чарли Шин        | Том Логан                |
| Энтони Андерсон  | Махалик                  |
| Кевин Харт       | Си Джей                  |
| Фил Макгроу      | доктор Фил               |
| Шакил О’Нил      | камео                    |
| Билл Пуллман     | Генри Холл               |
| Кармен Электра   | Холли                    |
| Крис Эллиотт     | Эзекель                  |
| Бо Мирчофф       | Робби                    |
| Кончита Кэмпбелл | Рэйчел                   |
| Саймон Рекс      | Джордж                   |
| Майкл Мэдсен     | Оливер                   |
| Клорис Личмен    | миссис Норрис            |
| Холли Мэдисон    | блондинка                |
| Джоанна Крупа    | блондинка                |

## Пародии
По первоначальному замыслу предполагалось в начальных сценах фильма спародировать «Дом восковых фигур», а также пригласить для этого игравших в этом фильме Пэрис Хилтон и Элишу Катберт. Однако впоследствии от этого замысла отказались. Также создатели отказались от пародирования фильмов «Ночной рейс» и «Оборотни».

### Пародируемые фильмы
- Война миров — основная пародия фильма (атака инопланетян и выживание Тома и его детей).
- Проклятие — основная пародия фильма (Синди устраивается на работу сиделкой в проклятый дом, где встречает мальчика-призрака).
- Таинственный лес — основная пародия фильма (Синди и Брэнда попадают в деревню).
- Пила: Игра на выживание — в самой первой сцене фильма Шакил О’Нил и Доктор Фил прикованы цепями к трубам. Кукла Билли говорит им правила игры, в которой они должны отпилить себе ноги. Эта сцена происходит в ванной комнате. Также в этой сцене пародируется неумение Шакила О’Нила реализовывать штрафные броски.
- Пила 2 — на Синди и Брэнде надеты ловушки, которые называются «Маска смерти». Чтобы освободиться, Синди должна была вырезать свой глаз, за которым был ключ. Но глаз оказался вставным, и Синди без труда достала ключ.
- Малышка на миллион — Синди борется с Майком Тайсоном на боксёрском матче.
- Горбатая гора — CJ и Махалик занимаются любовью в палатке.
- Суета и движение — первый короткий брак Синди.
- Мужчина по вызову: Европейский жиголо — на член Тома Логана набрасывается кошка.
- Исполнитель желаний — сцена с крановщиком.
- Пункт назначения — в конце фильма Джеймса Эрла Джонса сбивает автобус.
- Зомби по имени Шон — CJ и Махалик дерутся с ранеными людьми, думая, что они зомби.
- Шоу Опры Уинфри — поведение Тома Круза в ток-шоу.
- Кинг-Конг — Кинг-Конг присутствует на постере, но в самом фильме не появляется.

## Награды
- Кармен Электра получила антинаграду «Золотая малина» за худшую женскую роль второго плана.